# Sanherib-Prismen

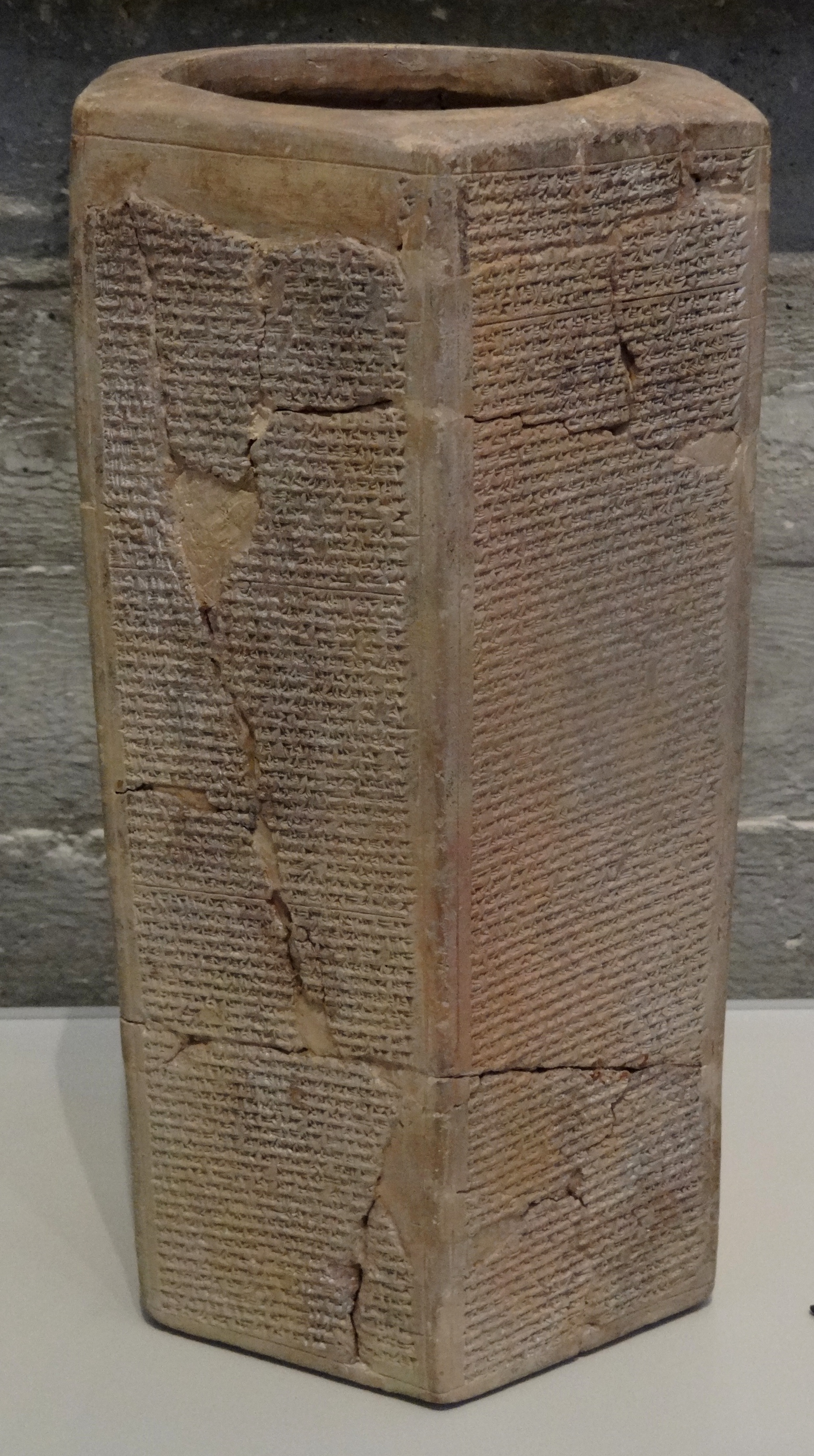
Jerusalem-Prisma, Israel Museum

Als Sanherib-Prismen werden zwei assyrische Tonprismen bezeichnet, die jeweils auf sechs Seiten einen akkadischen historischen Text tragen. Sie datieren in die Regierungszeit des assyrischen Königs Sanherib und berichten von Ereignissen aus den Jahren 701–681 v. Chr.
Die Prismen wurden als „Grundstein“-Urkunden geschrieben, um die Taten von Sanherib vor den Göttern und der Nachwelt zu dokumentieren. Sie dienen heute als wichtige Zeugnisse für die assyrische Geschichte, aber auch für die jüdische Geschichte, da hier die Belagerung Jerusalems während der Herrschaft des Königs Hiskija (701 v. Chr.) beschrieben wird, die auch aus der Bibel bezeugt ist. Die unterschiedlichen Blickwinkel der Gegner zeigen sich im Vergleich der Prismen-Texte mit den Stellen bei Jesaia (37,33–38 ) und im 2. Buch der Könige (18  und 19,32–36 ). Die Prismen gehören zu den drei bisher gefundenen Belegen, welche der assyrische Monarch über seinen Feldzug gegen Juda hinterließ.

## Taylor-Prisma

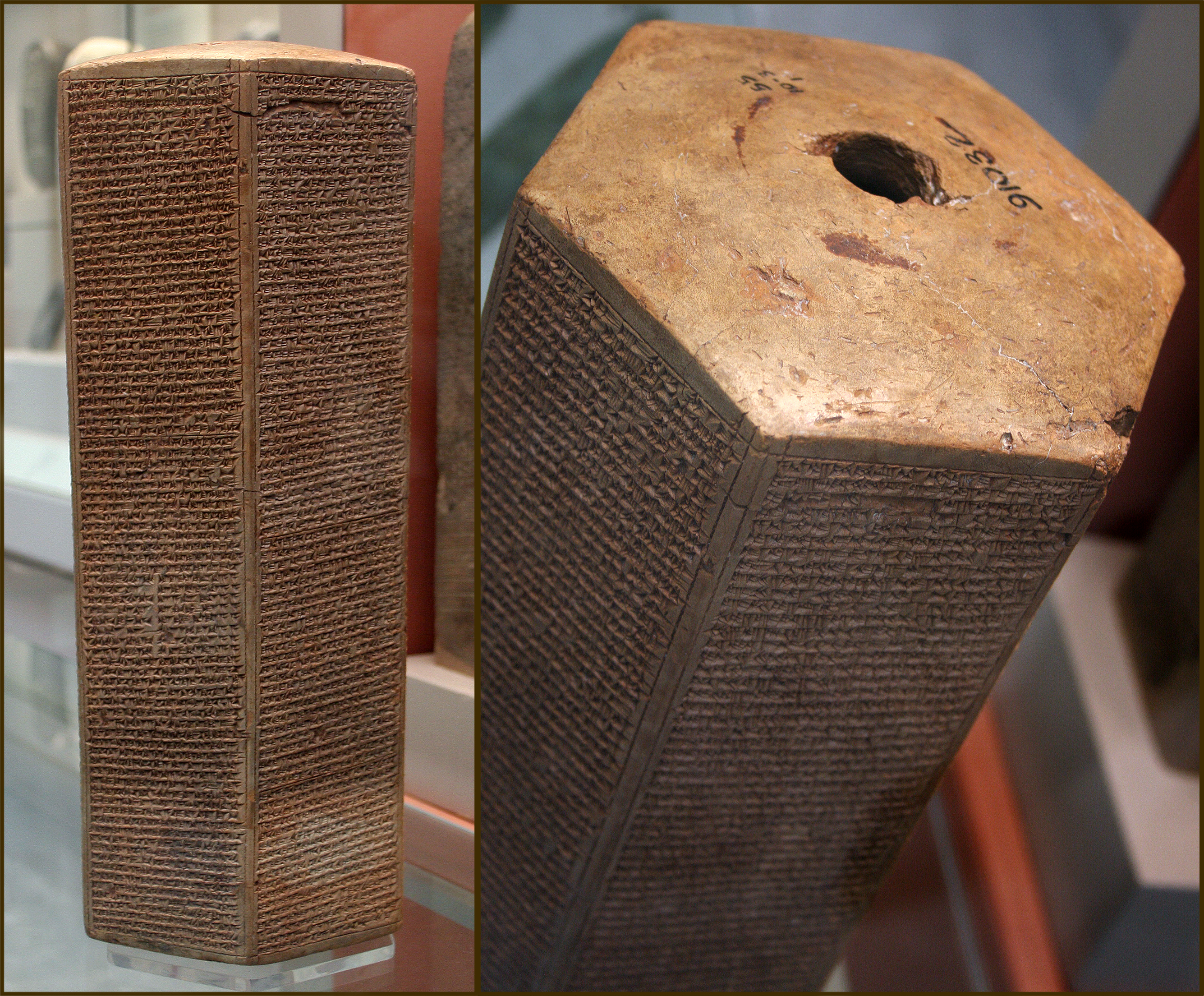
Taylor-Prisma, British Museum

Das Taylor-Prisma ist ein 38,5 cm hohes und 16,5 cm breites, sechsseitiges Prisma aus gebranntem Ton. Es wurde in der assyrischen Hauptstadt Niniveh im heute Nebi Yunus genannten Tell entdeckt. Der Britische Generalkonsul von Baghdad, Colonel Robert Taylor (1790–1852), erwarb es 1830. Nach ihm wurde es benannt, als es seine Witwe 1855 an das British Museum in London verkaufte.
Dort befindet sich das Taylor-Prisma seither. Als eines der ersten großen, assyrischen Textdokumente spielte es auch eine bedeutende Rolle bei der Entzifferung der Keilschrift.

## Chicago-Prisma
Das Chicago-Prisma ist ein 38,0 cm hohes und 14,0 cm breites Tonprisma. Es wurde ebenfalls in den Ruinen von Niniveh ausgegraben. Im Winter 1919/1920 wurde es im Kunsthandel in Bagdad verkauft und befindet sich heute im Institute for the Study of Ancient Cultures, West Asia & North Africa (bis 2023 Oriental Institute) der University of Chicago.